# Louhans-Cuiseaux Football Club
O Louhans-Cuiseaux Football Club é um clube de futebol francês. Sua sede fica nas cidades de Louhans e Cuiseaux.
Realiza suas partidas no Stade du Bram, em Louhans, com capacidade para 10.000 torcedores.

## Títulos
- National : 1999
- CFA B : 2005
- DH Bourgogne : 1982